# Erannis alvindata
Erannis alvindata là một loài bướm đêm trong họ Geometridae.